# 湖南省历史文化街区
湖南省历史文化街区由湖南省政府于2021年公布，全省共有53处街区被列入。
　　　　　　　　

## 分市名单

### 长沙市
- 太平街
- 潮宗街
- 铜官老街（望城区）

### 衡阳市
- 北支街
- 原建湘柴油机厂

### 株洲市
- 茶陵县三总四总街
- 茶陵县州门前街
- 茶陵县南门上街

### 湘潭市
- 窑湾
- 城正街

### 邵阳市
- 武冈市西直街
- 武冈市木货街

### 岳阳市
- 洞庭南路
- 陆城南北正街

### 益阳市
- 东门口
- 石码头
- 安化县唐家观

### 郴州市
- 裕后街
- 首家
- 刘家
- 桂阳县十字街
- 桂阳县七里街
- 桂阳县盐行街
- 汝城县中大街-半边街-上黄门街
- 汝城县津江村

### 永州市
- 柳子街
- 解放南路
- 老埠头
- 道县寇公街
- 道县湾里街
- 道县次山街文化街区
- 宁远县东外街
- 宁远县丁字街
- 宁远县南门街
- 江永县三元宫
- 江永县陈家街
- 江永县潇浦街

### 怀化市
- 洪江古商城高坡街
- 洪江古商城老街
- 新晃侗族自治县姚家巷子
- 新晃侗族自治县万寿街
- 芷江侗族自治县黄甲街
- 芷江侗族自治县伞巷
- 沅陵县龙兴讲寺
- 沅陵县胜利园
- 沅陵县马路巷
- 洪江市南正街
- 洪江市北正街

### 娄底市
- 新化县向东街-东正街
- 新化县凌角塘

### 湘西土家族苗族自治州
- 吉首市乾州古城
- 凤凰县古城
- 凤凰县沙湾